# Olof Andersson i Sömsta
Olof Andersson (i riksdagen kallad Andersson i Sömsta sedermera i Bärsta), född 26 november 1809 i Köpings socken, död där 27 februari 1877, var en svensk riksdagsman i bondeståndet.
Andersson företrädde Snevringe härad av Västmanlands län vid riksdagen 1856–1858 från och med 19 augusti 1857 efter avlidne Olof Olsson i Västerlundby och för samma härad 1859–1860.
Vid 1856–1858 års riksdag var han suppleant i konstitutionsutskottet och ledamot i förstärkta statsutskottet. Under riksdagen 1859–1860 var han suppleant i allmänna besvärs- och ekonomiutskottet, ledamot i bondeståndets enskilda besvärsutskott, statsrevisorssuppleant, suppleant i förstärkta bevillningsutskottet, ledamot i förstärkta statsutskottet och suppleant i förstärkta konstitutionsutskottet.